# Planalto iraniano
O Planalto iraniano é uma grande formação geológica no Oriente Médio e na Placa Euroasiática meridional. Cobre a maior parte do Irão (aproximadamente 2/3 do país, da Cordilheira de Zagros para o leste), o Afeganistão (principalmente as porções meridional e oriental do país), o oeste do Paquistão (o Baluchistão e a Khyber Pakhtunkhwa) e a parte sul do Turquemenistão, bem como uma pequena área do sul do Azerbaijão. Estende-se desde a Cordilheira Elburz (ou Alborz) na direção sul, até o mar. Seus extremos são marcados pela Cordilheira de Zagros, a oeste, e pelo Indocuche, a leste.

## Geografia
| Mar Cáspio Golfo Pérsico Mesopotâmia Indo Indocuche Sabalan Úrmia Alborz Kopet Dag N Zagros S Zagros Lorestão Zard-Kūh Shir-Kūh Barez Hazaran Dasht-e Kavir Dasht-e Lut Hamun Baluchistão |

Em geologia, o planalto iraniano refere-se a uma área geográfica ao norte das montanhas resultantes da colisão da placa árabe com a placa euro-asiática. Nesta definição, o planalto iraniano não cobre o sudoeste do Irã. Estende-se da província do Azerbaijão Oriental no noroeste do Irão até ao Paquistão, a oeste do rio Indo. Inclui também partes menores da República do Azerbaijão e do Turquemenistão.
As suas cadeias de montanhas podem ser divididas em cinco sub-regiões principais (ver abaixo).
O planalto iraniano do noroeste, onde os montes Pônticos e montes Tauro convergem, é um terreno acidentado com elevações mais altas, um clima mais severo e uma maior precipitação do que no Planalto da Anatólia. A região é conhecida como Antitauro, e a elevação média dos seus picos ultrapassa os 3000 m. O Monte Ararate, em 5.137 metros, o ponto mais alto da Turquia, está localizado no Anti-Taurus. O lago de Vã está situado nas montanhas a uma altitude de 1546 metros (5.072 pés).
As nascentes dos rios principais surgem no Antitauro: o rio Aras, que flui para leste, e que termina no Mar Cáspio; o Eufrates e o Tigre, que fluem no sul, e que se juntam ao Iraque antes da foz no Golfo Pérsico. Vários pequenos riachos que drenam para o Mar Negro ou no lago de Vã também se originam nessas montanhas. O rio Indo começa nas terras altas do Tibete e atravessa a extensão do Paquistão quase rastreando a borda oriental do planalto iraniano. O rio Indo forma o limite oriental do planalto iraniano.
A Anatólia do Sudeste fica a sul das Antitauro. É uma região de colinas e uma ampla planície que se estende para a Síria. As elevações diminuem gradualmente, de cerca de 800 metros (2.600 pés) no norte a cerca de 500 metros (1.600 pés) no sul. Tradicionalmente, trigo e cevada são as principais culturas da região.

### Cordilheiras principais
- Cordilheiras do noroeste do Irão
  - Sabalan 4 811 m (16 000 pé)
- Alborz
  - Damavand 5 610 m (18 000 pé)
- Planalto central iraniano
  - Kūh-e Hazār 4 500 m (15 000 pé)
  - Kuh-e Jebal Barez
- Cordilheiras do leste do Irão
  - Kopet Dag
    - Kuh-e Siah Khvani 3 314 m (11 000 pé) 36° 17′ N, 59° 03′ L

  - Cordilheira Eshdeger
    - 2 920 m (9 600 pé) 33° 32′ N, 57° 14′ L
- Baluchistão
  - Sikaram 4 755 m (16 000 pé) 34° 02′ N, 69° 54′ L
  - Kuh-e Taftan 3 941 m (13 000 pé) 28° 36′ N, 61° 08′ L
  - Zargun 3 578 m (12 000 pé) 30° 16′ N, 67° 18′ L

### Rios e planícies principais
- Deserto de Kavir
- Deserto de Lut
- Hamun-e Jaz Murian
  - Rio Halil
- Gavkhouni
  - Rio Zayandeh
- Bacia de Sistan
  - Rio Helmand
  - Rio Farah